# Spinotarsus piriensis
Spinotarsus piriensis är en mångfotingart som beskrevs av Kraus 1960. Spinotarsus piriensis ingår i släktet Spinotarsus och familjen Odontopygidae. Inga underarter finns listade i Catalogue of Life.